# Rourea martiana
Rourea martiana är en tvåhjärtbladig växtart som beskrevs av John Gilbert Baker. Rourea martiana ingår i släktet Rourea och familjen Connaraceae. Inga underarter finns listade i Catalogue of Life.